# جون إي. هودج
جون إي. هودج (بالإنجليزية: John E. Hodge)‏ هو كيميائي أمريكي، ولد في 12 أكتوبر 1914 في كانساس سيتي في الولايات المتحدة، وتوفي في 3 يناير 1996.